# یوگنی استانکوویچ
یوگنی استانکوویچ آهنگساز و رهبر ارکستر مشهور اوکراینی، به تاریخ ۱۹ سپتامبر ۱۹۴۲، در شهر سوالیاوا، اوکراین کنونی (ابتدا بخشی از پادشاهی مجارستان و سپس اتحاد جماهیر شوروی) به دنیا آمد.
در خلال سالهای ۱۹۶۵ تا ۱۹۷۰ موسیقی را در کنسرواتوار موسیقی کی‌یف نزد استادانی چون بوریس لیاتوشینسکی و میروسلاو اسکوریک آموخت.
محمد حق‌گو آهنگساز و رهبر ارکستر ایرانی از شاگردان وی است.